# 胡力漢
胡力漢香港著名前線記者，熟悉中國大陸國情，多項報道獲國際及人權奬項。2013年之前長期駐守內地，之後回港擔任中國組採訪主任，全力製作「有線中國組」節目，此節目亦成為全香港最受歡迎，每天以中國新聞為主題的新聞節目。

## 簡歷
胡力漢曾任職於《華僑日報》、英文《虎報》、無綫電視。1997年加入香港有線電視，現任美國自由亞洲電台普通話組香港主任，2013年起擔任香港中文大學新傳系兼任講師。。
胡力漢曾是有線電視中國組前線記者之一，主力報導中國新聞，包括河南愛滋村、山西黑窯、湖南雪災、發生禽流感的廣州雞鴨市場、珠三角鄉下農民鬧事、四川大地震等，同時亦是財經資訊台新聞專題節目《神州穿梭》負責採訪的記者之一。於2005年前赴西安訪問胡耀邦前秘書林牧時，被公安人員帶走，隨後移送機場驅逐出境。
胡力漢的採訪經驗非常豐富，善於在惡劣的環境下拍攝採訪，他多次帶領採訪隊行穿越沙漠及高原，製作優質的新聞節目。胡力漢有一次在新疆採訪突發新聞時，同行其他香港電視台攝影隊的影帶全部被沒收，僅他的採訪隊成功保留影片。
除了中國新聞，胡力漢於2001年深入阿富汗，採訪美國的反恐戰事，亦於2003年，到伊拉克首都巴格達，報道美伊戰爭前夕的伊拉克人民生活。
2018年，胡力漢離開有線電視，轉到自由亞洲電台任職。

## 獲獎節目
胡力漢負責採訪的多輯《神州穿梭》曾獲得國際獎項，包括：
- 2017年製作和採訪文革五十週年專輯，獲香港中文大學新聞奬大獎；
- 2015年製作聯合聲明簽署三十周年專輯，獲中大新聞奬優異奬;
- 2013年報道內地公安黑幕，獲「金堯如新聞自由奬」;
- 文革紀念特輯《浩劫根源》（2008年）獲「紐約國際電視電影節」人情故事組優異獎；
- 文革紀念特輯《浩劫根源》（2007）獲「第十一屆人權新聞獎」電視新聞組優異獎；
- 《傷心女中》（2006年）獲「紐約國際電視電影節」獲人情故事組銅獎；
- 《抗爭村長》（2004年）獲「紐約國際電視電影節」特別報道組銅獎。

## 著作
- 《神州穿梭記者眼》（ 和蔡淑儀等合著）
- 《穿梭背後──神州事 神州情》
- 明報專欄作者，專門分析中國與香港政治